# Anahita punctata
Anahita punctata là một loài nhện trong họ Ctenidae.
Loài này thuộc chi Anahita. Anahita punctata được Tord Tamerlan Teodor Thorell miêu tả năm 1890.